# Олейник, Ярослав Богданович
Ярослав Богданович Олейник (14 декабря 1952 — 5 октября 2020, Киев) — советский и украинский учёный, доктор экономических наук, профессор, декан географического факультета Киевского национального университета имени Т. Г. Шевченко, экономикогеограф. Член-корреспондент Академии педагогических наук Украины, академик Академии наук высшего образования Украины.

## Биография
Родился 14 декабря 1952 года в селе Купчинцы Тернопольской области.
Окончил в 1975 году географический факультет Киевского университета.
В 1979 году аспирантуру, в 1982 году защитил кандидатскую диссертацию по теме «Животноводческо-промышленный комплекс в зоне влияния большого города и совершенствование его территориальной организации».
В 1975—1976 учебном году учительствовал в средней школе села Катюжанка Вышгородского района Киевской области.
Работал в 1979—1986 годах младшим научным сотрудником Отделения географии Академии наук Украинской ССР (ныне Институт географии).
В Киевском университете работает с 1988 года ассистентом, позднее доцентом, с 1998 года профессором, заведующим кафедрой экономической и социальной географии.
В 1999 году избран на должность декана географического факультета. Докторская диссертация защищена в 1997 году на тему «Эколого-экономические проблемы территориальной организации производства и природопользования».
Председатель экспертного совета Высшей аттестационной комиссии Украины по географическим наукам, председатель ассоциации деканов географических и естественнонаучных факультетов высших учебных заведений Украины, вице-президент Украинского географического общества, член учебно-методического совета СНГ с классического университетского образования.
Умер 5 октября 2020 года от осложнений после коронавируса. Похоронен в колумбарии Байкового кладбища Киева.

## Награды и отличия
Заслуженный деятель науки и техники Украины 2002 года. Почётный профессор Полтавского университета потребительской кооперации. Отличник образования Украины (2001). Почётный работник гидрометслужбы Украины (2003). Отмечен Премией имени. И. Вернадского УЕАН (2002); Почетной грамотой Кабинета Министров Украины (2002); Премией имени Ярослава Мудрого (2002); Почётной грамотой Министерства образования и науки Украины (2002). Награждён орденом «За заслуги» ІІІ степени в 2009 году.

## Научные труды
Специалист в области теории общественной географии, региональной политики и природопользования. Научный руководитель школы «Региональные супільно-географические процессы». Изучает теорию и методологию географической науки, географические основы охраны окружающей среды, территориальный и комплексно-пропорциональное организацию экономики. Автор около 460 научных трудов. Основные работы:
1. Вступ до економічної і соціальної географії. — К., 1997 (у співавторстві).
2. Еколого-економічні проблеми територіальної організації виробництва і природокористування. — К., 1996.
3. Вступ до соціальної географії. — К., 2000 (у співавторстві).
4. Регіональна економіка. — К., 2007 (у співавторстві).
5. Теоретичні основи туризмології. — К., 2005 (у співавторстві).